# سیلی غفار
سیلی غفار سیاستمدار و فعال حقوق بشر اهل کشور افغانستان (زادهٔ ۱۳ مهر ۱۳۶۲ / ۵ اکتبر ۱۹۸۳ میلادی در ولایت فراه) است. زمانی که او سه ماه داشت خانواده اش به ایران پناهنده شدند و پس از آن به پاکستان رفتند. وی کار خود را به عنوان فعال اجتماعی زمانی که در پاکستان بود با کمک به زنان و کودکانی که در اردوهای پناهندگی بودند آغاز کرد.
«من کودکانی را دیدم که کفش و غذای کافی برای خوردن نداشتند. و زنانی که به‌طور مکرر مورد خشونت خانگی و جنسی قرار گرفته بودند. با وجود اینکه من سیزده سال داشتم پس از آن زمانی بود که «کار» با عنوان بشردوست به‌طور جدی شروع شد."
— سیلی غفار، ۱۱ اوت، ۲۰۱۱
سیلی غفار برای بسیاری از سازمان‌های حقوق بشری افغانستان و همینطور سازمانهای بین‌المللی حقوق بشر کار کرده‌است. او مدیر سازمان کمک‌های بشردوستانه برای زنان و کودکان افغانستان به اختصار اچ‌ای‌دبلیوسی‌ای (HAWCA) بود که در سال ۱۹۹۹ در پاکستان تأسیس شد.
در دوران طالبان، وی بخشی از گروه ایجاد کنندهٔ دوره‌های سوادآموزی و علوم برای دختران و زنان در ولایاتی مانند ننگرهار، لغمان، فراه و هرات بود. او در طول دوران فعالیت خود در اچ‌ای‌دبلیوسی‌ای(HAWCA) توانست آموزش و مراقبت‌های بهداشتی رایگان برای تعداد زیادی از کودکان و زنان در بسیاری از استانها، کمک‌های قانونی و حمایت از زنان قربانی خشونت ارائه دهد، سیلی غفار دختران جوان را در زمینه ابزارهای رهبری آموزش داد و در سطوح مختلف برای حقوق بشر زنان کار کرد.
او همواره از دولت و همه فرماندهان جنگ و جنگسالاران انتقاد کرده‌است. وی همیشه علت اصلی نقض حقوق مردم افغانستان را مطرح می‌کرد.
سیلی غفار به عنوان یک کنشگر فعال شناخته می‌شود، که منجر به نقش فعال او در اکثر کنفرانس‌ها و رویدادهای ملی و بین‌المللی در مورد افغانستان مانند کنفرانس بن و همین‌طور کنفرانس لندن و سایر کنفرانسها و رویدادها شده‌است که در آن سخنرانی‌های بسیار انتقادی در مورد وضعیت افغانستان انجام داده‌است. تمامی این تجربیات باعث شده‌است که او به‌طور فعالانه در سیاست به عنوان بخشی از اپوزیسیون شناخته شود. سیلی غفار به عنوان سخنگوی حزب همبستگی افغانستان که علیه اشغالگری آمریکا و ناتو و جنگ سالاران صحبت می‌کند شهرت دارد.
او در مناظره‌های تلویزیونی خود ادعا می‌کند که: «در صحبتهایش سیاست شیطانی اشغالگران و یاران افغان آنها را آشکار می‌کند، جنایات دولت و دیگر جنگ سالاران محلی علیه مردم افغانستان را فاش می‌کند، از حقوق زنان و افراد بدشانس دفاع می‌کند و مردم را به وحدت و همبستگی دعوت می‌کند.»
سیلی غفار در بیشتر بحث‌های تلویزیونی خود، عنوان می‌کند که حقایق و ارقامی را در مورد جنایاتی که در حزب جهاد اتفاق افتاده یا در حال وقوع است (پیوند HRW و AI دربارهٔ مجاهدین) که بخشی از سیستم دولتی را تهدید می‌کنند، ارائه کرده‌است.
فیلم مستندی از سیلی غفار از کارگردان برنادتا آرژانتیر به نام "من انقلاب هستم"" ساخته شده‌است.